# Herb gminy Czarna (powiat bieszczadzki)
Herb gminy Czarna – symbol gminy Czarna.

## Wygląd i symbolika
Herb przedstawia na tarczy w polu błękitnym czarną karetę ze złotymi listwami i kołami.